# Fazekas Mihály Gimnázium (Debrecen)
A Fazekas Mihály Gimnázium (a diákok között gyakran egyszerűen „Fazekas” vagy „Fazék”) Debrecen egyik gimnáziuma.
Az intézmény 1873. november 3-án „Debrecen szabad királyi város Főreáltanodája” néven nyitotta meg kapuit. Ebben az időben még csak fiúk számára oktatta a modern nyelvek, matematika és természettudomány központú tananyagait. Az épületet Meixner Károly tervei alapján építették 1891-ben, és a diákok azt az 1893-as tanévben vehették birtokukba.
A „Fazekas Mihály” nevet 1922-ben kapta, és 1934-ben alakult gimnáziummá, mikor az oktatási intézmények reformját elvégezték. Azóta az intézmény reáltudományokban erős oktatást végez.
1956 és 1961 között az iskola nagyrészt elveszítette régi jellegét, megszűnt a Debreceni Egyetem gyakorló-iskolájaként működni, a nevelőtestület nagy része is lecserélődött, és gimnáziumi státusza helyett inkább a politechnikai oktatási formájúvá alakult.
1961 után az oktatási rendszer ismételt reformja során visszaállították a háború előtti jellemzőit, így ismét a reáltanítás került előtérbe, és újból megindult a tanítóképzés, az emelt szintű matematika oktatása, az idegen nyelvek oktatása, valamint ezentúl leányok is felvételt nyerhettek az intézménybe.
2000-ben indult el a két tannyelvű oktatás (magyar–spanyol illetve magyar–francia szakokon).
2005-ben az intézmény nyelvi előkészítő osztályt indíthatott, ami a gyakorlati alkalmazásra kész nyelvtudás megszerzését célozta meg. A program sikerét bizonyította, hogy 2008-tól ismét indult spanyol és francia nyelvű előkészítős osztály.

## Rangsor
|     | 2020 | 2021 | 2022 |
| --- | ---- | ---- | ---- |
| HVG |      | 8    | 8    |